# Segunda División 1974/75
Die Segunda División 1974/75 war die 44. Spielzeit der zweithöchsten spanischen Fußballliga. Sie begann am 8. September 1974 und endete am 25. Mai 1975. Zwischen dem 7. und 15. Juni 1975 wurden die Relegationsspiele ausgetragen. Meister wurde Real Oviedo.

## Vor der Saison
Die 20 Mannschaften trafen an 38 Spieltagen jeweils zweimal aufeinander. Die drei besten Mannschaften stiegen in die Primera División auf.
Die letzten vier Vereine stiegen direkt ab, die Teams auf den Plätzen 13 bis 16 mussten in der Relegation gegen den Abstieg kämpften.
Als Absteiger aus der Primera División nahmen CD Castellón, Racing Santander und Real Oviedo teil. Aus der Tercera División kamen Barcelona Atlètic, Cultural Leonesa, Deportivo Alavés und Recreativo Huelva.

## Abschlusstabelle
| Pl. | Verein                 | Sp. | S  | U  | N  | Tore    | Diff. | Punkte |
| --- | ---------------------- | --- | -- | -- | -- | ------- | ----- | ------ |
| 1.  | Real Oviedo (A)        | 38  | 18 | 16 | 4  | 052:290 | +23   | 52:24  |
| 2.  | Racing Santander (A)   | 38  | 21 | 10 | 7  | 049:340 | +15   | 52:24  |
| 3.  | FC Sevilla             | 38  | 22 | 7  | 9  | 058:270 | +31   | 51:25  |
| 4.  | FC Córdoba             | 38  | 19 | 8  | 11 | 059:340 | +25   | 46:30  |
| 5.  | FC Cádiz               | 38  | 18 | 7  | 13 | 054:430 | +11   | 43:33  |
| 6.  | CD Castellón (A)       | 38  | 17 | 8  | 13 | 048:390 | +9    | 42:34  |
| 7.  | UE Sant Andreu         | 38  | 12 | 15 | 11 | 035:310 | +4    | 39:37  |
| 8.  | Rayo Vallecano         | 38  | 16 | 6  | 16 | 047:470 | ±0    | 38:38  |
| 9.  | Burgos CF              | 38  | 14 | 10 | 14 | 054:460 | +8    | 38:38  |
| 10. | Barcelona Atlètic (N)  | 38  | 13 | 12 | 13 | 046:520 | −6    | 38:38  |
| 11. | Real Valladolid        | 38  | 12 | 12 | 14 | 048:450 | +3    | 36:40  |
| 12. | CD Teneriffa           | 38  | 15 | 6  | 17 | 050:560 | −6    | 36:40  |
| 13. | Gimnàstic de Tarragona | 38  | 11 | 13 | 14 | 034:360 | −2    | 35:41  |
| 14. | Recreativo Huelva (N)  | 38  | 12 | 11 | 15 | 039:430 | −4    | 35:41  |
| 15. | FC Barakaldo           | 38  | 12 | 9  | 17 | 033:540 | −21   | 33:43  |
| 16. | Deportivo Alavés (N)   | 38  | 13 | 7  | 18 | 035:450 | −10   | 33:43  |
| 17. | RCD Mallorca           | 38  | 12 | 9  | 17 | 042:560 | −14   | 33:43  |
| 18. | CD Ourense             | 38  | 9  | 14 | 15 | 030:440 | −14   | 32:44  |
| 19. | CE Sabadell            | 38  | 8  | 10 | 20 | 054:690 | −15   | 26:50  |
| 20. | Cultural Leonesa (N)   | 38  | 6  | 10 | 22 | 031:680 | −37   | 22:54  |

Platzierungskriterien: 1. Punkte – 2. Direkter Vergleich (Punkte, Tordifferenz, geschossene Tore) – 3. Tordifferenz – 4. geschossene Tore

| (A) | Absteiger der Saison 1973/74       |
| (N) | Neuaufsteiger der Tercera División |

## Relegation
|                        | Gesamt |                   | Hinspiel | Rückspiel |
| ---------------------- | ------ | ----------------- | -------- | --------- |
| FC Barakaldo           | 2:5    | CD Ensidesa       | 1:2      | 1:3       |
| Gimnàstic de Tarragona | 3:1    | CA Marbella       | 3:1      | 0:0       |
| Getafe Deportivo       | 1:4    | Recreativo Huelva | 1:1      | 0:3       |
| UD Levante             | 1:2    | Deportivo Alavés  | 1:1      | 0:1       |

FC Barakaldo stieg ab.

## Nach der Saison
Aufsteiger in die Primera División
- 01. – Real Oviedo
- 02. – Racing Santander
- 03. – FC Sevilla

 Absteiger in die Tercera División
- 15. – FC Barakaldo
- 17. – RCD Mallorca
- 18. – CD Ourense
- 19. – CE Sabadell
- 20. – Cultural Leonesa

 Absteiger aus der Primera División
- CD Málaga
- Celta Vigo
- Real Murcia

 Aufsteiger in die Segunda División
- CD Calvo Sotelo
- Deportivo La Coruña
- CD Ensidesa
- CA Osasuna
- FC Terrassa